# Альзон (Од)
Альзо́н (фр. Alzonne, окс. Alzona) — коммуна во Франции, находится в регионе Лангедок — Руссильон. Департамент коммуны — Од. Административный центр кантона Альзон. Округ коммуны — Каркасон.
Код INSEE коммуны — 11009.

## Население
Население коммуны на 2008 год составляло 1240 человек.
| 1962 | 1968 | 1975 | 1982 | 1990 | 1999 | 2008 |
| ---- | ---- | ---- | ---- | ---- | ---- | ---- |
| 1275 | 1177 | 1206 | 1208 | 1225 | 1221 | 1240 |

## Экономика
В 2007 году среди 733 человек в трудоспособном возрасте (15—64 лет) 502 были экономически активными, 231 — неактивными (показатель активности — 68,5 %, в 1999 году было 62,4 %). Из 502 активных работали 452 человека (243 мужчины и 209 женщин), безработных было 50 (23 мужчины и 27 женщин). Среди 231 неактивных 62 человека были учениками или студентами, 71 — пенсионерами, 98 были неактивными по другим причинам.

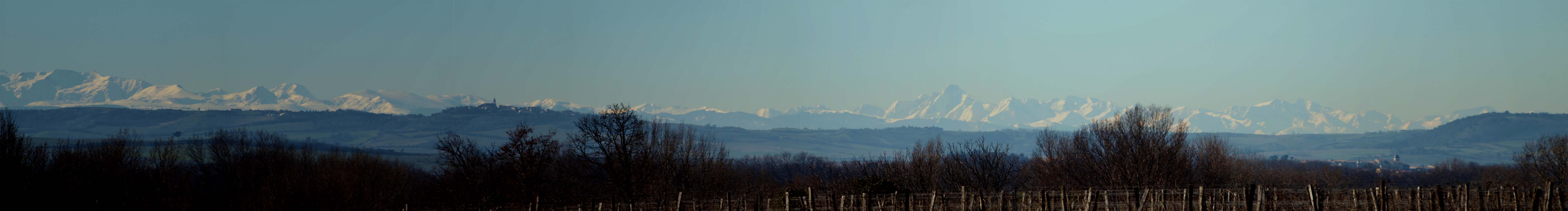
Вид на Пиренеи